# Paul Osborn
Paul Osborn (* 4. September 1901 in Evansville, Indiana; † 12. Mai 1988 in New York City) war ein US-amerikanischer Dramatiker und Drehbuchautor. 

## Leben
Paul Osborn wuchs in Evansville, Indiana auf. Er studierte anschließend Schriftstellerei an der University of Michigan und an der Yale University. Sein Debüt als Dramatiker gab er 1928 mit Hotbed. 1930 hatte er seinen ersten Achtungserfolg am Broadway mit The Vinegar Tree. Seine Komödie Morning's at Seven wurde sein am längsten gespieltes Werk. Es wurde zwar für das Fernsehen aufbereitet, aber nie verfilmt.
Bekannt wurde sein 1938er Werk On Borrowed Time, basierend auf einem Werk von Lawrence Edward Watkin verfilmt 1939 mit Lionel Barrymore und Beulah Bondi für Metro-Goldwyn-Mayer. 1938 begann seine Filmkarriere mit The Young in Heart. Von 1938 bis Anfang der 1970er war Osborne ein erfolgreicher Drehbuchautor, der zweimal für den Oscar nominiert war, 1956 für Jenseits von Eden und 1958 für Sayonara. Auch am Broadway hatte er mit The World of Suzie Wong (verfilmt 1960) einen Hit.
Anfang der 1970er erkrankte Osborn an einer degenerativen Augenerkrankung und arbeitete nur noch wenig. Seine Werke blieben populär, nachdem 1980 einige Theaterstücke neu aufgelegt wurden. Für Morning’s at Seven, das 1980 neu aufgelegt wurde, erhielt Osborn einen Tony Award. Er verstarb mit 86 Jahren in New York City.

## Werke

### Drehbücher (Auswahl)
- 1928: Hotbed
- 1929: A Ledge
- 1930: The Vinegar Tree
- 1934: Oliver Oliver
- 1938: On Borrowed Time
- 1939: Morning’s at Seven
- 1943: The Innocent Voyage
- 1945: A Bell for Adano
- 1948: Dr. Johnsons Heimkehr (Homecoming)
- 1951: Point of No Return
- 1952: Geborgtes Glück (Invitation)
- 1958: Die Welt der Suzie Wong (The World of Suzie Wong)
- 1958: South Pacific
- 1960: Wilder Strom (Wild River)

### Theater
- 1938: The Young in Heart
- 1943: Madame Curie
- 1946: Die Wildnis ruft (The Yearling)
- 1948: Dr. Johnsons Heimkehr (Homecoming)
- 1948: Jenny (Portrait of Jennie)
- 1952: Geborgtes Glück (Invitation)
- 1955: Jenseits von Eden (East of Eden)
- 1957: Sayonara
- 1958: Süd Pazifik (South Pacific)